# 支大纶
支大綸（1534年—1604年），字心易，號華平，浙江嘉興府嘉善縣奉賢里人，明朝政治人物。與袁黃並稱“支袁”。

## 生平
曾祖支立，好講學，人稱“支五經”。祖父支高。父支祿入贅奉賢里。早年接觸陽明心學，嘉靖四十三年（1564年）甲子科浙江鄉試第二十四名舉人，萬曆二年（1574年）甲戌科三甲第一百八十三名進士。刑部觀政，潛心研究律例，當時首輔張居正以紅蓮白燕為祥瑞進獻，支大綸擬論劾張居正但作罷，授南昌府儒學教授，四年（1576年）升泉州府推官，五年（1577年）閏八月丁父憂，六年（1578年）十月丁母憂，七年（1579年）十二月因處理永春縣暴亂失當被論劾罷職，十一年（1583年）起為江西布政使司理問，曾整頓“胥吏猾桀”，但被知縣朱雲錚回護，升奉新縣知縣，任內處置當地寇盜和整頓傳驛，十四年（1586年）冬因“與上官不協，掉首而還，隱居著書”，居家以“白頭媳婦”自況自嘲。三十二年（1604年）卒於家，享年七十一歲。門人私諡曰文介先生。

## 著作
著有《世穆兩朝編年史》、《支子余集》、《華萃詞》等。後世整理為《支華平先生集》，收於《四庫全書存目叢書·集部·別集類》。

## 家族
曾祖支立，翰林院孔目；祖父支高，教諭；父支祿，訓導。母顧氏。具慶下。兄支大緒、支大經。

## 評價
時人對支大綸評價兩極。支大綸好自我標榜，多次強調自己被彈劾的原因與洪朝選案有關，“時宰欲陷洪侍郎，不從招恨”，以博取時人的同情。實際上張居正與洪朝選案並無聯繫。伍袁萃評價支大綸“憸狡不可方物，人畏之如蛇蝎”。沈德符則批評《世穆兩朝編年史》“舛謬不必言”。徐乾學亦批評《世穆史》中的不實書寫是“挾私害正”。